# Álvaro Pires (nadador)
Álvaro Roberto de Ávila Pires (Rio de Janeiro, 13 de agosto de 1941) é um nadador e jogador de polo aquático brasileiro. 
Ele participou de duas edições dos Jogos Olímpicos: uma como nadador em 1964, e uma como jogador de polo aquático em 1968.

## Trajetória esportiva
Foi nadador do Fluminense, Botafogo e Corinthians.
Nos Jogos Pan-Americanos de 1963 em São Paulo, Álvaro terminou em quarto lugar nos 4x100 metros medley, e quinto lugar nos 100 metros nado livre.
Foi campeão sul-americano no revezamento 4x100 metros nado livre em 1964 e, no mesmo ano, participou dos Jogos Olímpicos de Verão de 1964 em Tóquio, nas provas dos 100 metros nado livre e 4x100 metros medley, não chegando à final das provas.
Passou a praticar polo aquático e competia pelo Botafogo quando foi aos Jogos Olímpicos de Verão de 1968 na cidade do México, onde a equipe de polo aquático do Brasil terminou em 13º lugar.